# Krma
 Ovo je glavno značenje pojma Krma. Za istoimeno zviježđe pogledajte Krma (zviježđe).
Krma je stražnji dio broda i drugih plovila.
S krmenom statvom završava stražnji dio broda, odnosno krma. Oblik joj je različit, zavisno od toga hoće li nositi samo kormilo ili kormilo i vijak. Ako nosi samo kormilo, kao što je to kod jedrenjaka i brodova s dva vijka, onda joj je oblik vrlo jednostavan, sličan slovu L, a ako nosi i vijak, onda je on složeniji i naliči na okvir.
Kod brodova s dva vijka na statvu se prenosi tlak što ga morska struja i valovi stvaraju na kormilu, a kod onih na jedan vijak još i tlak koji vijak pravi pri radu. Zbog toga krmena statva ima jaču konstukciju nego pramčana. Nekada se izrađivala kovanjem od kovskog čelika, a danas od lijevana čelika ili u zavarenoj konstrukciji. 
Na modernim brodovima s karstaškom krmom upotrebljava se krmena statva. Kormilo je polubalasnog tipa, dok je statva jednovijačnog broda. Kod dvovijčnog broda konstrukcija je takve statve ista, samo što statvene cijevi izlaze na brodskim bokovima.

## Poveznice
- Pramac
- Trup broda